# Rollingen
Rollingen (en luxemburguès: Rolleng; en alemany: Rollingen) és una vila de la comuna de Mersch situada al districte de Luxemburg del cantó de Mersch. Està a uns 14,5 km de distància de la ciutat de Luxemburg.